# سیارک ۵۵۵۱
سیارک ۵۵۵۱ (به انگلیسی: 5551 Glikson، نامگذاری:1982BJ) پنج هزار و پانصد و پنجاه و یکمین سیارک کشف شده‌است که در ۲۴ ژانویه ۱۹۸۲ کشف شد.
قدر مطلق سیارک برابر ۱۴٫۱۰ است.